# Codex Seidelianus II
Il Codex Seidelianus II (Gregory-Aland no. He o 013) è un manoscritto in greco onciale (maiuscolo) datato al IX secolo, comprendente i quattro vangeli canonici.

## Descrizione
Si conservano solo frammenti per un totale di 194 fogli di pergamena. Le pagine misurano 22 x 18 cm.
La provenienza del manoscritto è ignota. Nel XVII secolo il manoscritto è stato in possesso di Andrew Seidel.
Attualmente è conservato presso il Trinity College, Cambridge (B XVII 20.21) e Università di Amburgo (Cod. 91).

## Critica testuale
Il manoscritto contiene il testo della Pericope dell'adultera (Vangelo secondo Giovanni 8,1-11).